# Kungshögarna i Oxie

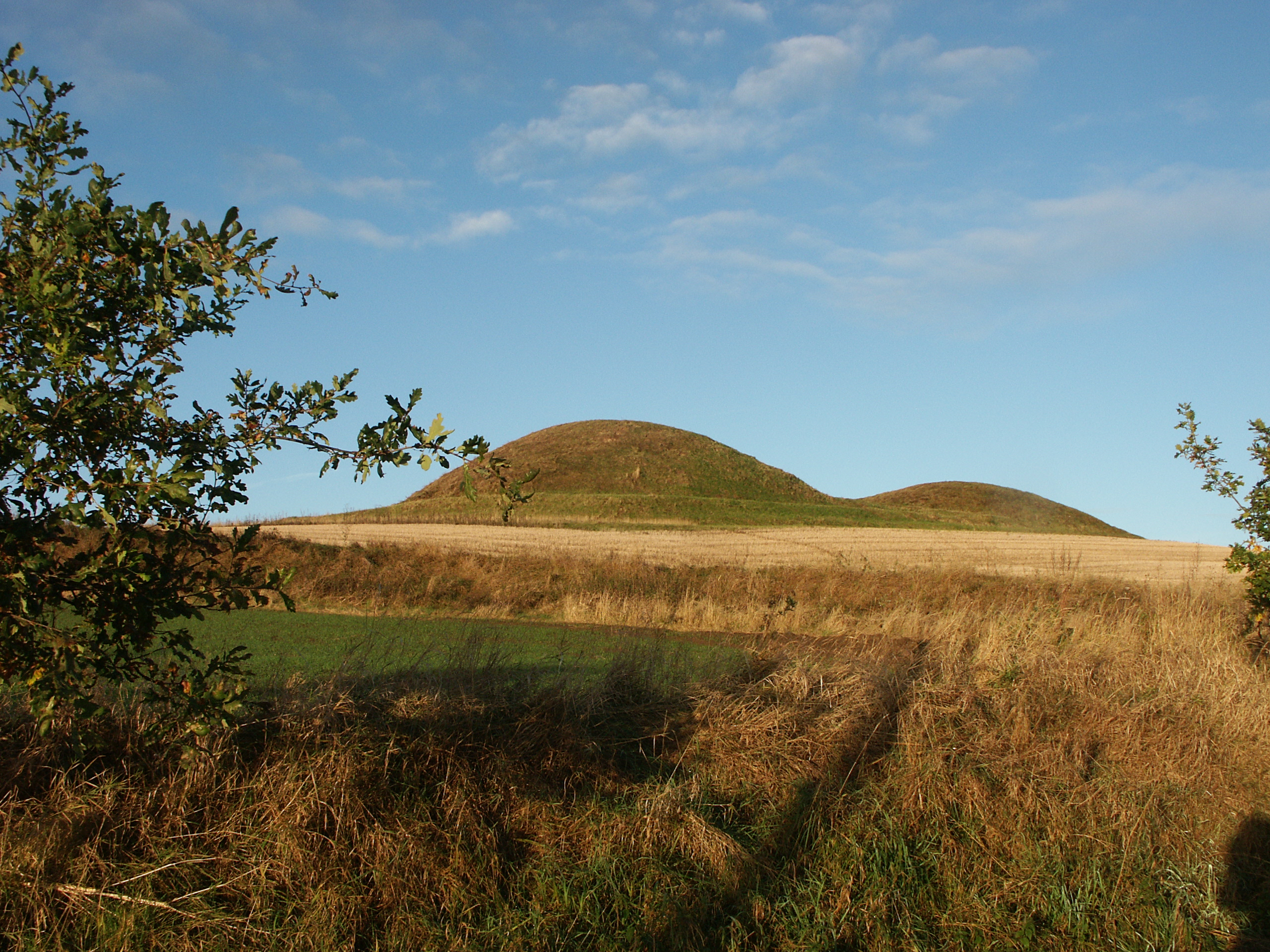
Kungshögarna i Oxie.

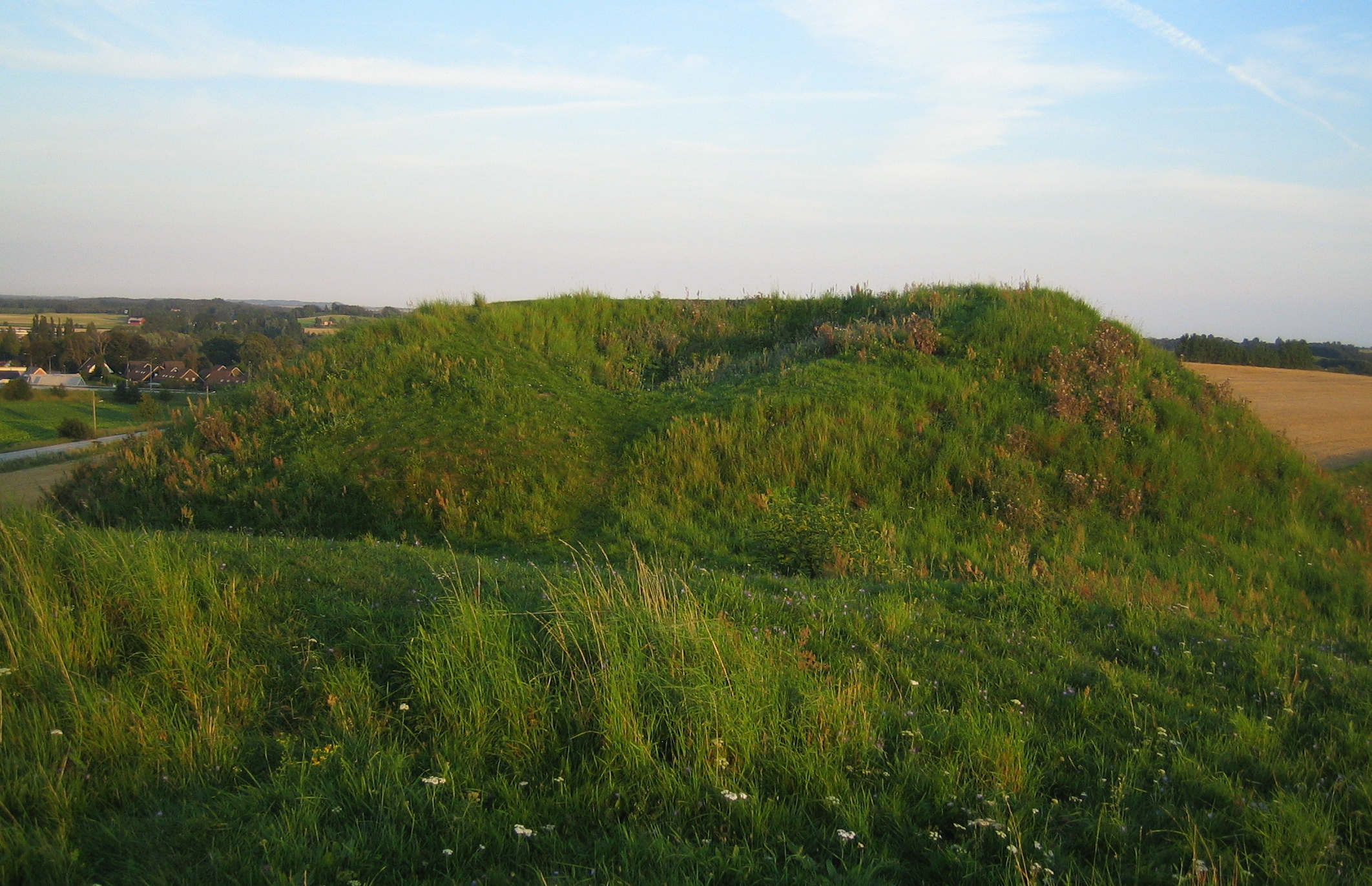
Kungshögen i Oxie med skadan på högen synlig.

Kungshögarna i Oxie är två gravhögar från bronsåldern i Oxie socken vilka ligger på en naturlig höjdrygg som gör dem till mycket dominanta inslag i landskapsbilden.
I Fornminnesinventeringen beskrivs den största högen med att den har 26–30 meters diameter och är 3,5–6 meter hög. Högen har två synliga stenar som kan ha ingått i en kantkedja. På toppen av högen finns spår av en nedgrävning cirka 10 meter i diameter och 2,10 meter djup. Nedgrävningen mynnar mot nordnordväst ut i en stig. I sydöstra delen av nedgrävningen finns en 0,9 meter djup, lodrät, nyligen företagen nedgrävning. På toppen av högens södra del en finns en triangelpunkt av gjutjärn. 7 meter nordväst om den större högen, finns en mindre med 20–21 meter i diameter och 1,5–3,5 meter höjd. Vid högens fot i västnordväst fanns en hälliknande sten, 0,90×0,75 meter stor. Toppen av den mindre högen är också avplanad och något urskålad inom ett cirka 9x5 meter stort område. Djupet uppgår till 0,4 meter. Högen är kantskadad i väster. Intill och nordnordväst  om högen fanns övertorvade odlingsstenar.
De två högarna har varit utsatta för plundring, vilket nedgrävningar i högarnas mittpartier vittnar om. Några fynd från gravhögarna är dock inte kända. Högarna ingår i den kedja av bronsåldershögar som sträcker sig från Lund över Fosie socken och Oxie socken ner mot Trelleborg. Högarna är inte undersökta men är troligen anlagda under äldre bronsålder.
Oxie härad skrevs i äldre belägg (fram till 1661 års jordebok): Oshogheret med första belägg i kung Valdemars jordebok 1231. Namnet Oxie består av två sammanslagna ord varav efterledet "-ie" är en förkortning av det danska ordet höie (för gravhögar). Förledet omtalas 1431 som ”os” och har tolkats som mynning av å eller bäck, alternativt källsprång betydelsen källsprång är i detta fall mest sannolikt. Strax intill de två högarna fanns nämligen i äldre tid en mycket högt belägen sankmark som måste ha fått sitt vatten från en källa. Det är således troligt att de i landskapet dominerande högarna gett namn åt den intilliggande byn. Namnet ”Kungshöga” är första gången belagd på Buhrmans Skånekarta från 1684.
Arkeologen Nils Gustaf Bruzelius omtalar på 1840-talet högarna: ”Nära intill Oxie by ligga på en liten ås tvenne ganska ansenliga högar, kallade dels ”Kungshögarne” dels ”Oshögarne”, efter hvilka troligen häradet fått sitt namn "Ossogha hæreth”, hvilket förekomma i Liber daticus och andra gamla handlingar. Den större, som är 9 14 alnar hög och omkring 250 alnar i omkrets har i nordvestra kanten en stark fördjupning, hvilken sträcker sig mot midten. Den andre högen är plöjd och besådd under årets lopp, men dock omkring 8 alnar hög, samt med en liten fördjupning i midten.”